# Fritz Kirchhoff
Fritz Kirchhoff (* 10. Dezember 1901 in Hannover; † 25. Juni 1953 in Hamburg; eigentlich Friedrich Georg Anton Kirchhoff) war ein deutscher Regisseur und Filmproduzent.

## Leben
Er studierte an den Universitäten in München, Frankfurt am Main und Göttingen Literatur und Germanistik. Ab 1927 arbeitete er als Dramaturg und Theaterregisseur in Halberstadt, Osnabrück, Augsburg und Stuttgart. 1933 inszenierte Kirchhoff in Berlin und wurde anschließend Oberspielleiter und Chefdramaturg an den Wuppertaler Bühnen.
Mit einem Kurzfilm gab er 1936/1937 sein Debüt als Filmregisseur bei der UFA. Es folgten verschiedene Unterhaltungsfilme, 1941 mit Anschlag auf Baku und Der 5. Juni auch zwei Propagandafilme.
Nach Kriegsende gründete er 1945 die Berliner Schauspielschule „Der Kreis“ und 1948 in Hamburg seine eigene Filmproduktionsgesellschaft „Pontusfilm“. In der Spielzeit 1946 war er Intendant am Schlosstheater in Potsdam. Er verließ Potsdam nach einem Jahr. Beim Film beschränkte sich Kirchhoff nunmehr ganz auf seine Produzententätigkeit, während er die Schauspielschule bis zu seinem Tod leitete. Danach übernahm seine Ehefrau die die Leitung der Schule, anschließend der ehemalige Schüler Dietrich Lehmann.

## Filmografie
| - 1937: Papas Fehltritt (Kurzfilm; Regie) - 1937: Wenn Frauen schweigen (Regie, Co-Drehbuch) - 1937: Meine Freundin Barbara (Regie, Co-Drehbuch) - 1937: Oh, diese Ehemänner (Kurzfilm; Regie) - 1937: Tango Notturno (Regie) - 1938: Schatten über St. Pauli (Regie) - 1938: Maja zwischen zwei Ehen (Regie, Co-Drehbuch) - 1939: Drei wunderschöne Tage (Regie) - 1939: In letzter Minute (Regie) - 1939: Der ewige Quell (Regie) - 1941: Anschlag auf Baku (Regie) - 1941: Der 5. Juni (Regie) - 1942: Wenn der junge Wein blüht (Regie) - 1943: Warum lügst Du, Elisabeth? (Regie) | - 1944: Eine Frau für drei Tage (Regie) - 1944: Eines Tages (Regie) - 1948: Schuld allein ist der Wein (Regie, Drehbuch und Produktion) - 1948: Verführte Hände (Regie, Drehbuch und Produktion) - 1950: Nur eine Nacht (Regie, Produktion) - 1950: Das Mädchen aus der Südsee (nur Produktion) - 1950: Die tödlichen Träume (nur Produktion) - 1951: Die verschleierte Maja (nur Produktion) - 1951: Die Frauen des Herrn S. (nur Produktion) - 1951: Der bunte Traum (nur Produktion) - 1952: Die Diebin von Bagdad (nur Produktion) - 1952: Ich hab’ mein Herz in Heidelberg verloren (nur Co-Produktion) |